# Battaglia di Mahiwa
La battaglia di Mahiwa fu l'ultima grande battaglia combattuta nell'ambito della campagna in Africa Orientale durante la prima guerra mondiale. Ebbe luogo tra il 17 ed il 18 ottobre 1917, e si risolse in una vittoria tedesca.

## Antefatto
Alla fine di settembre 1917, il comandante delle truppe tedesche, generale Paul Emil von Lettow-Vorbeck, si stava ritirando con le sue truppe a sud-est di Nyangao, località dove alcune settimane prima si erano svolti dei combattimenti. L'ufficiale tedesco si stava dirigendo in direzione della località di Mahiwa, per cercare di mettere in salvo la maggior parte delle sue forze. Nel tentativo di impedire la ritirata del contingente tedesco, forte di circa 3 000 uomini, il 24 settembre il generale inglese Gordon Beves ordinò alla brigata anglo-nigeriana di inseguire le truppe nemiche. La colonna inglese, comandata dal brigadier generale Henry de Courcy O'Grady e dal colonnello Harry Christofer Tytler, forte di 5 000 soldati, si mise in marcia.

## La battaglia
L'inseguimento di Beves terminò il 17 ottobre. La colonna anglo-nigeriana attaccò i tedeschi sulla destra. Lo scontro fu piuttosto duro, e proseguì anche durante la notte. Il giorno 18, i combattimenti si intensificarono. Inizialmente, sembrò che l'azione inglese potesse avere successo, ma le truppe alleate furono successivamente respinte da una serie di contrattacchi. Lettow-Vorbeck aveva fortificato una cresta montuosa, e vi aveva schierato a difesa circa 1 500 uomini, con due cannoni da campo. La brigata anglo-nigeriana effettuò due assalti, fino a quando, per le perdite elevate, Beves ordinò ad O'Grady di interrompere l'azione. Gli inglesi persero 2 348 uomini, di cui 528 nigeriani, oltre ad ulteriori 350 portatori. Le perdite tedesche ammontarono a poco più di 500 soldati.

## Epilogo
Lettow-Vorbeck dichiarò di aver riportato una splendida vittoria. Tuttavia, nonostante questo, il comandante tedesco ritenne che le sue truppe fossero troppo inferiori di numero per sostenere nuovi scontri, e quindi abbandonò il campo di battaglia, continuando la ritirata.